# 3192 A’Hearn
A 3192 A'Hearn (ideiglenes jelöléssel 1982 BY1) a Naprendszer kisbolygóövében található aszteroida. Edward L. G. Bowell fedezte fel 1982. január 30-án.